# Wilhelm Reichardt (Maler)
Wilhelm Reichardt (* 1855 in Mörschied; † 1938 in Brasilien) war ein deutsch-brasilianischer Maler und Hochschullehrer.

## Leben
Wilhelm Reichardt studierte in München ab 1875 an der Kunstakademie. Laut einem Katalog von 1912 soll er Schüler von Moritz von Schwind gewesen sein. 1886 wanderte er nach Brasilien aus. Nach einer großen und erfolgreichen Ausstellung in São Paulo wurde er Professor in São Paulo und Rio de Janeiro. In Brasilien heiratete er Margarita, geb. Cohen, die Tochter eines wohlhabenden deutschen Einwanderers aus Lima. 1906 kehrte er zurück nach München. 1912 zeigte das königliche Völkerkundemuseum in Berlin einen Satz Zeichnungen Reichardts aus dem brasilianischen Regenwald in einer Ausstellung mit Neuerwerbungen. 1917 wohnte er in Idar, dann folgte 1920 der Umzug nach Berlin, wo seine Frau zwei Häuser erwarb.
1937 wurde in Idar eine Retrospektive gezeigt.
1938 reiste er erneut nach Brasilien aus, wo er bald starb. Er hatte sämtliche Bilder mitgenommen. Seine Frau zog in ihr Heimatland Peru, wo sie 1965 nach zweiter Ehe starb.
Wilhelm Reichardts einziges in Deutschland verbliebenes Bild wurde 1948 in der Ausstellung „Birkenfelder Maler“ ausgestellt.